# Perlé
Pour les articles homonymes, voir Perle (homonymie).
Perlé (luxembourgeois : Pärel, allemand : Perl) est une section de la commune luxembourgeoise de Rambrouch située dans le canton de Redange.

## Géographie
Perlé est délimité à l’ouest par la frontière belge, le hameau belge de Neuperlé et la route nationale belge 4 passant par Martelange.
La distance de 57 km de Perlé à Rosport est la plus longue possible du pays sur l’axe Ouest-Est.

## Histoire
Avec le traité de Maastricht de 1843, qui applique la scission du Luxembourg, la commune est divisée en deux et doit léguer les hameaux de Neuperlé et de La Folie à la nouvelle commune belge de Martelange, dans la province de Luxembourg.
En 1890, la société anonyme des chemins de fer cantonaux luxembourgeois fait venir le tramway à Perlé avec l'ouverture de la ligne de Noerdange à Martelange et d'un arrêt dans le village. Celle-ci demeurera en service jusqu'en 1953.
Perlé demeure une commune jusqu'au 1er janvier 1979, date à laquelle elle fusionne avec les communes d'Arsdorf, Bigonville et Folschette pour former la nouvelle commune de Rambrouch. La loi portant sur la création de Rambrouch a été adoptée le 27 juillet 1978.

## Vie associative
Perlé compte une caserne de pompiers, ainsi que divers clubs tels que le Club des Jeunes, la Musique Saint-Lambert et le FC les Ardoisiers.
On y trouve le 385th Bomb Group Memorial Museum et le mémorial près de l'église dédié au 385e groupe de bombardiers américains.